# Суперкубок Франції з футболу 1960
Суперкубок Франції з футболу 1960 — 6-й розіграш турніру. Матч відбувся 1 червня 1960 року між чемпіоном Франції Реймсом та володарем кубка Франції Монако.
| Володар Суперкубка Франції 1960 |
| ------------------------------- |
|                                 |
| Реймс Третій титул              |

## Матч

### Деталі
| 1 червня 1960 |

| Реймс                                                          | 6:2      | Монако            |
| -------------------------------------------------------------- | -------- | ----------------- |
| П'янтоні 9', 55' Мюллер 37' (пен.), 82' (пен.) Сьятка 42', 68' | Протокол | Джибріль 77', 87' |

| Стад Малакофф, Нант Глядачів: 15 289 Арбітр: Марсель Боа |

| В                |  | Домінік Колонна    |
| З                |  | Жан Вендлінг       |
| З                |  | Робер Жонке        |
| З                |  | Бруно Родзік       |
| ПЗ               |  | Робер Сьятка       |
| ПЗ               |  | Люсьєн Мюллер      |
| ПЗ               |  | Мішель Леблонд     |
| Н                |  | Роже П'янтоні      |
| Н                |  | Раймон Копа        |
| Н                |  | Домінік Рустішеллі |
| Н                |  | Жан Венсан         |
| Головний тренер: |  |                    |
| Альбер Батте     |  |                    |

| В                |  | Енріко Альберто  |
| З                |  | Раймон Каельбель |
| З                |  | Марсель Новак    |
| З                |  | Жорж Томас       |
| ПЗ               |  | Анрі Б'яншері    |
| ПЗ               |  | Мішель Ідальго   |
| Н                |  | Каріму Джибріль  |
| Н                |  | Берт Карліє      |
| Н                |  | Люсьєн Коссу     |
| Н                |  | Андре Есс        |
| Головний тренер: |  |                  |
| Люсьєн Ледюк     |  |                  |